# Ahora Patria
El Partido por el Trabajo, la República, la Industria y el Agro, abreviado como Ahora Patria, es un partido político argentino de ámbito provincial, funcional en la provincia de Salta, fundado en 2018 y reconocido por la justicia el 30 de mayo de 2019. Fue fundado por Alfredo Olmedo, exdiputado nacional, y Carlos Zapata, diputado nacional.

## Historia
Este partido político surge luego de la extinción de Salta Somos Todos, el partido por el cual Alfredo Olmedo fue electo diputado nacional en el año 2009 y 2015 y Carlos Zapata diputado provincial en 2013. 
El 25 de mayo de 2018 en la Posta de Yatasto se llevó adelante la firma del acta fundacional del partido Ahora Patria con la presencia de Olmedo y otros dirigentes que firmaron la creación de la junta promotora.Tras el pedido de destitución destitución como diputado por tales hechos. Por lo que el diputado del PRO en Salta, fue citado en la Cámara Baja en el marco de las denuncias por trabajo esclavo en sus campos.
Sus bases son la fe en Dios, la unión, cero corrupción política, la no traición, los valores y las ideas claras. La declaración de principios se sostiene en la recuperación del orden en toda la vida institucional de la Nación.
El debut electoral de este partido se da en el año 2019 cuando integró el frente Olmedo Gobernador junto a la Unión Cívica Radical, el Partido Renovador de Salta y el Partido Salta Independiente referenciado en el exdiputado nacional Bernardo Biella. El binomio que buscó la gobernación fue Alfredo Olmedo - Miguel Nanni
En dichas elecciones Gustavo Sáenz quién resultó electo gobernador y Sergio Leavy del Frente de Todos. Olmedo-Nanni lograron 107.894 votos por detrás de los 184.987 de Leavy y los  377.389 de Sáenz.
En las elecciones provinciales legislativas de 2021 el partido Ahora Patria fundó junto al PRO, la UCR, la Coalición Cívica ARI, el Partido Una Nueva Oportunidad y el Partido de los Jubilados la alianza Juntos por el Cambio +, una versión extendida del Juntos por el Cambio que compitió en 2019 por la presidencia del país. Producto de dicha alianza Ahora Patria lograría una banca en la Cámara de Diputados de la Provincia de Salta de la mano de Roque Cornejo Avellaneda, dos bancas en el concejo capitalino con Eduardo Virgili y María Emilia Orozco y una banca para la convención constituyente con Julio Moreno.
En las elecciones legislativas nacionales de 2021 Ahora Patria integró el frente Juntos por el Cambio + y presentó sus propios candidatos a diputados nacionales para las elecciones PASO del 12 de septiembre. La lista del partido estaría encabezada por Carlos Zapata y secundada por María Emilia Orozco, dicha lista compitió contra otras tres opciones: Inés Liendo, encabezando una lista unidad entre el PRO y la UCR, Héctor Chibán, diputado provincial radical que recurrió a la justicia para ser candidato y Nicolás Avellaneda funcionario del gobierno de Gustavo Sáenz que también recurrió a la justicia para competir.
Zapata confirmó su candidatura a diputado nacional ganando la interna dentro de Juntos por el Cambio+ logrando 61.814 votos por encima de los 50.882 votos de Inés Liendo su principal perseguidora y los 30.886 y 26.574 votos de Chibán y Avellaneda respectivamente.
En las Elecciones legislativas de Argentina de 2021 Zapata junto a Liendo lograron 186.947 votos pero no fueron suficientes voluntades para obtener dos bancas legislativas ya que el Frente de Todos se quedó con ellas al lograr 200.730 votos. De todas maneras el presidente de Ahora Patria resultó electo diputado nacional para el periodo 2021-2025. Zapata para asumir tuvo que dejar la banca de diputado provincial que recayó en manos de Julieta Perdigón Weber, también de Ahora Patria.
En enero de 2023 Zapata rompe con el armado provincial de Juntos por el Cambio y conforma con el dirigente kirchnerista Emiliano Estrada y el independiente Felipe Biella un nuevo frente electoral de cara a las elecciones de dicho año llamado Avancemos. Dicho armado planteaba que superaba a la grieta y que se centraban en las coincidencias y no en las diferencias, con esa lógica logró aglutinar varios dirigentes de ideologías variadas como Martín Grande, exiliado del PRO tras su pelea con Inés Liendo y Martín Pugliese, Cristina Fiore, expresidente del Partido Renovador de Salta, "Kitty" Blanco del Partido de la Cultura, la Educación y el Trabajo referenciado en Jorge Guaymás y el director del PAMI en Salta, Ignacio González. Además luego se sumaron los senadores kirchneristas Sergio Leavy y Nora Giménez. 
En las elecciones provinciales de Salta de 2023 Zapata firmó como candidato a vicegobernador de la provincia detrás del candidato de La Cámpora, Emiliano Estrada. En la capital provincial presentó sus propias listas a diputados provinciales, encabezada por Julieta Perdigón y a concejales encabezada por Eduardo Virgili acompañado por Emilia Orozco. Los resultados fueron paupérrimos y el frente Avancemos salió tercero a nivel provincial por detrás de Gustavo Sáenz y de Miguel Nanni de Juntos por el Cambio además de perder las bancas de diputados y concejales. 
En las elecciones legislativas de Argentina de 2023 Ahora Patria firmó un acuerdo con La Libertad Avanza a nivel nacional para ser el partido clave en el distrito salteño. Tanto en las PASO como en las Generales, Ahora Patria se impuso en todas las categorías y Emilia Orozco y Julio Moreno Ovalle resultaron electos diputados nacionales y Alfredo Olmedo representante del Parlasur por el distrito Salta.

## Representante en el Congreso Nacional
Diputado Nacional
| Bloque La Libertad Avanza Presidente: Gabriel Bornoroni | Bloque La Libertad Avanza Presidente: Gabriel Bornoroni | Bloque La Libertad Avanza Presidente: Gabriel Bornoroni | Bloque La Libertad Avanza Presidente: Gabriel Bornoroni |
| Retrato                                                 | Nombre                                                  | Mandato                                                 | Mandato                                                 |
| Retrato                                                 | Nombre                                                  | Inicio                                                  | Fin                                                     |
| ------------------------------------------------------- | ------------------------------------------------------- | ------------------------------------------------------- | ------------------------------------------------------- |
|                                                         | Julio Moreno Ovalle                                     | 2023                                                    | 2027                                                    |
|                                                         | Carlos Raúl Zapata                                      | 2021                                                    | 2025                                                    |